# Петар Матић Дуле
Петар Матић Дуле (Ириг, 6. јул 1920 — Београд, 4. октобар 2024) био је учесник Народноослободилачке борбе, генерал-пуковник ЈНА, друштвено-политички радник СФРЈ и народни херој Југославије.

## Биографија
Рођен је 6. јула 1920. у Иригу. Потиче из имућне земљорадничке породице. Основну школу је завршио у родном месту и до почетка Другог светског рата се бавио земљорадњом. Дружећи се са младим радницима и студентима, упознао се са идејама радничког покрета и јуна 1940. године је постао члан Комунистичке партије Југославије (КПЈ).
После Априлског рата и окупације Краљевине Југославије 1941. године, Петар је, као секретар Месног комитета, а потом и секретар Среског комитета КПЈ за Ириг и члан Штаба за припремање устанка, врло активно радио на организовању устанка у Срему. У августу 1941. био је задужен за прихват робијаша-комуниста побеглих из сремскомитровачког затвора. Када је формирана Иришка партизанска чета, постао је њен први политички комесар. У лето 1942. године, за време велике непријатељске офанзиве на Фрушку гору, био је током пробоја рањен у ногу. По одласку главнине Трећег сремског партизанског одреда у источну Босну, он је са његовим Четвртим батаљоном остао у Срему. У прво време је био заменик команданта, а потом и командант овог батаљона.
Половином маја 1943. године постављен је за команданта Треће групе војвођанских ударних батаљона, од којих је касније формирана Трећа војвођанска ударна бригада. Заједно са Штабом бригаде организовао је већи број заседа и напада на насељена места и комуникације, које су успешно извеле јединице бригаде у Срему и источној Босни. Након неуспелог напада на непријатељски гарнизон у Брчком новембра 1943. године, вратио се у Срем, где је преузео дужност команданта Сремског партизанског одреда.
За команданта Шесте војвођанске ударне бригаде постављен је априла 1944. године. У борбама ове бригаде са Немцима на Фрушкој гори 17. јула 1944. године, био је рањен у груди и убрзо пребачен у Италију, на лечење. По повратку у земљу, био је постављен за команданта Сремске оперативне зоне при Главном штабу НОВ и ПО Војводине.

### Послератни период
После ослобођења Београда, новембра 1944. године, упућен је на школовање у Совјетски Савез, где је 1945. године завршио Вишу војну академију „Ворошилов“. По завршетку школовања и повратку у ослобођену Југославију, завршио је и Вишу војну академију ЈНА, 1954. године. Обављао је разне одговорне дужности у Југословенској народној армији (ЈНА) — био је командант 51. војвођанске и Четврте крајишке дивизије, начелник Штаба корпуса и начелник одељења у Генералштабу, начелник Ратне школе ЈНА, први заменик Начелника Генералштаба ЈНА, помоћник Савезног секретара за народну одбрану СФРЈ и подсекретар у Савезном секретаријату за народну одбрану (ССНО) и др. Касније се налазио на дужности председника Комисије за општенародну одбрану и друштвену самозаштиту (ОНО и ДСЗ) при Председништву Централног комитета Савеза комуниста Југославије. Пензионисан је 31. децембра 1980. године у чину генерал-пуковника ЈНА.
За члана Централног комитета Савеза комуниста Југославије биран је од Осмог конгреса СКЈ. Био је и члан Опуномоћства ЦК СКЈ за ЈНА. Биран је за делегата Скупштине СР Србије и Савезне скупштине СФРЈ, у више сазива. Од 1982. до 1986. био је члан Председништва ЦК СКЈ. У том периоду се налазио на месту члана Савезног савета за заштиту уставног поретка СФРЈ.
У пролеће 1988. изабран је за председника Савезног одбора СУБНОР-а Југославије, а у октобру исте године је смењен због сукоба са руководством СР Србије. Касније је поднео оставку и на чланство у ЦК СКЈ.
По распаду СФРЈ, активно је учествовао у раду Друштва за истину о Народноослободилачкој борби и Југославији, и налазио се на месту председника његовог Политичког савета.
Преминуо је 4. октобра 2024. у Београду, у 104. години живота, а у тренутку смрти био је последњи живи народни херој.
Носилац је Партизанске споменице 1941. и других југословенских одликовања, међу којима су — Орден југословенске звезде с лентом, Орден ратне заставе, Орден заслуга за народ са златном звездом, Орден братства и јединства са златним венцем, Орден народне армије са ловоровим венцем, Орден за војне заслуге са великом звездом, Орден партизанске звезде са сребрним венцем, Орден заслуга за народ са сребрним зрацима, Орден народне армије са златном звездом и два Ордена за храброст. Орденом народног хероја одликован је 20. децембра 1951. године.

## Породица
Цела породица Петра Матића Дулета учествовала је у рату. Мајка му је стрељана у Јасеновцу, 1942. године, док му је отац до смрти мучен у немачком затвору и две недеље по пуштању из затвора преминуо је у родном Иригу. Сестра од стрица, Анка Матић Грозда, погинула је 1944. током ослобођења Београда. Проглашена је за народног хероја Југославије, 2. октобра 1953. године.
Супруга Душанка (1927—2023) такође је била учесница Народноослободилачког рата (НОР) и борби током Београдске операције.

## Галерија
- Петар Матић Дуле, 1978.
- Партизанска споменица 1941.
- Орден народног хероја